# Вроцлавская биеннале
Вроцлавская биеннале (англ. WRO Media Art Biennale) — биеннале современного искусства, проводящаяся в Вроцлаве. Является одним из ведущих международных художественных событий Центральной Европы.

## История
Первая Вроцлавская биеннале медиаискусства WRO была проведена в городе Вроцлаве в 1989 году.
Вроцлавская биеннале (WRO Media Art Biennale) является главным форумом для искусства «новых медиа» в Польше и одним из главных международных арт-событий в Центральной Европе. С момента своего создания WRO Media Art Biennale представляла художественные формы, созданные с помощью новых средств массовой информации для художественного самовыражения и общения, а также анализа существующей на данный момент ситуации в искусстве и проблем технологии и общества. За годы своего существования Вроцлавская биеннале подняла целый ряд вопросов о творческих подходах к новым технологиям, а также о сферах, где пересекаются искусство и наука, экономика и социальная деятельность.
В 2013 году WRO 2013 была проведена на 18 площадках во Вроцлаве. Музеи, галереи, артхаусные кинотеатры, магазины, старые заводские залы представляли работы более 200 художников. В выставках, концертах, спектаклях, видеопоказах, инсталляциях и конференциях приняли участие более тысячи аккредитованных гостей и более 110 000 посетителей.